# Военная серия (Беллоуз)
Военная серия (англ. The War Series) — цикл картин и литографий американского художника Джорджа Уэсли Беллоуза, созданный им в 1918 году.
Основанные на реальных событиях работы из серии, изображают зверства, учинённые немецкими солдатами при оккупации Бельгии во время Первой мировой войны.

## История создания

### Предпосылки
После начала Первой мировой войны
президент США Вудро Вильсон сделал заявление о занятии нейтральной позиции в этом конфликте, которое было поддержано рядовыми американцами. Несмотря на объявленный нейтралитет и отдалённость от театра военных действий, жители США очень внимательно следили за происходящим в Европе, благодаря наводнившим американскую прессу, фотографиям, сводкам с фронтов и аналитическим материалам. Работающий в то время в социалистическом журнале The Masses, нью-йоркский художник-реалист Джордж Уэсли Беллоуз поначалу занимал безразличную позицию по отношению к войне. Однако с течением времени в списке неполитических рисунков Беллоуза, печатавшихся в The Masses стало появляться больше работ, имевших в своём названии политический подтекст.

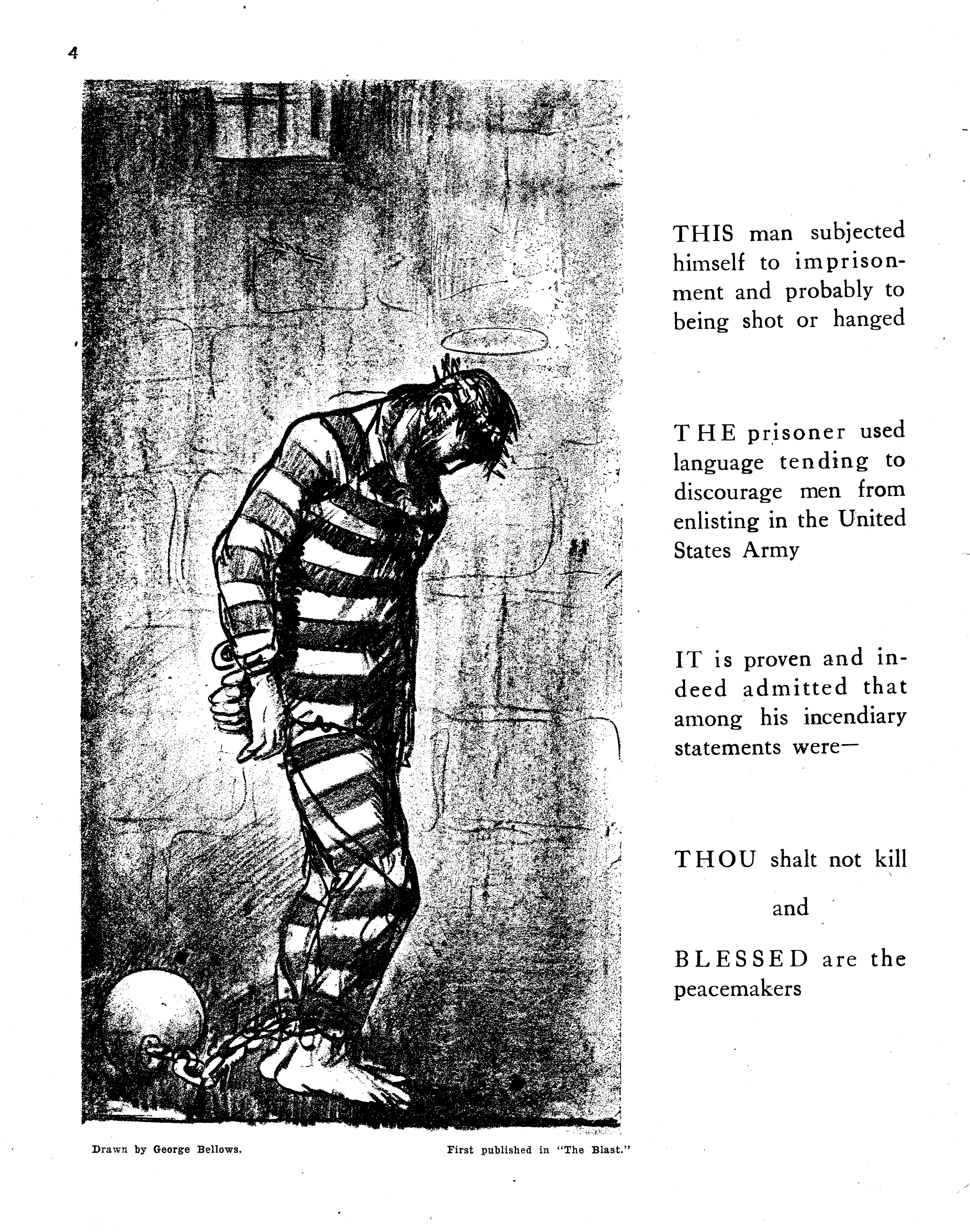
Рисунок Беллоуза в июльском номере The Masses за 1917 год.

Отличительная черта присваивать околополитические названия обычным рисункам принадлежала редакции The Masses, прославившейся в то время жёсткой антивоенной политикой, большевисткими заявлениями и призывами превратить империалистическую войну в гражданскую. Однако это мог делать и сам Беллоуз, из под кисти которого вслед за обычными картинами на страницы журнала начали выходить рисунки имеющие более явную антивоенную направленность. Так в апреле 1915 года на обложку The Masses был помещён рисунок Беллоуза, изображающий всадника, которого окружали мёртвые и раненые солдаты, а в июльском номере 1917 года Беллоузом был нарисован лишившийся свободы за пацифизм Иисус Христос, облачённый в тюремную робу.
Смена безразличия Беллоуза к войне на активную вовлечённость связана с прочтением им отчёта Джеймса Брайса, опубликованного 13 мая 1915 года и повествующего о зверствах немецких солдат на полях сражений в Бельгии. Идея о создании «Военной серии» к Беллоузу пришла в 1918 году, после знакомства с серией статей американского посла в Бельгии Брэнда Уитлока, которые подкрепили его пацифистские убеждения трёхлетней давности.

### Создание
Для создания по крайней мере семи сюжетов из серии Беллоуз использовал реальные истории о зверствах немецких солдат, описанных в отчёте Брайса.

## Список работ
| Изображение | Название                                                | Описание |
| ----------- | ------------------------------------------------------- | --- |
|             | Баррикада (англ. The Barricade)                         | Группа солдат в пикельхельмах ведут огонь из винтовок, используя в качестве живого щита толпу обнажённых и безоружных людей, в знак покорности поднявших руки вверх. |
|             | Бельгийская ферма (англ. Belgian farmyard)              | Одевающийся солдат смотрит на изнасилованную им молодую девушку, лежащую на земле без признаков жизни, на заднем дворе одного из бельгийских фермерских хозяйств. |
|             | Боже, покарай Англию! (нем. Gott strafe England)        | Прусские солдаты производят казнь британских военных, путём прибивания их ножами к деревянным доскам. На заднем плане изображены двое уже казнённых британцев, на переднем — толпа пруссаков наблюдает за прибиванием третьего англичанина.                                                                            |
|             | Больница (англ. Base Hospital)                          | Медицинский персонал готовится к проведению операции в импровизированном перевязочном пункте, организованном посреди часовни. |
|             | Вакханалия (англ. Bacchanale)                           | Пьяные немецкие солдаты, держат винтовки, направленные штыками вверх, на которые насажены два ребёнка. За ними другой солдат тащит за волосы мать убитых детей, руки которой заламывают за спиной ещё два бойца. |
|             | Возвращение бесполезных (англ. Return of the Useless)   | Немецкие солдаты выводят пленённых бельгийцев из товарного вагона. В глубине вагона дочь несёт на своих плечах отца, потерявшего сознание от удушья в запертом вагоне. На переднем плане солдаты бьют прикладами винтовок уже вышедших узников.                                                                        |
|             | Последняя жертва (англ. The Last Victim)                | Девушка, только что ставшая свидетельницей убийства всей её семьи, с гримасой ужаса и отчаяния на лице ожидает собственной смерти от рук трёх немецких солдат, которые уже готовятся на неё напасть. |
|             | Прибытие немцев (англ. The Germans Arrive)              | Немецкие солдаты отрубают руки бельгийскому подростку, цеплявшемуся за свою мать, которую отвёл в сторону и начал душить другой солдат. |
|             | Резня в Динане (англ. Massacre at Dinant)               | Иллюстрация расстрела немецкими солдатами группы мирных жителей во время резни в Динане. |
|             | Русское поручение (англ. Russian Charge)                | Момент боя, запечатлённый из траншеи русских солдат, узнавших о революции в России, но вынужденых продолжать сражаться в Европе. На переднем плане изображены несколько мёртвых солдат, на среднем — группа солдат ведущих огонь из траншеи, на заднем плане — командир, поднимающий, сидящих в окопе бойцов, в атаку. |
|             | Сигарета (англ. The Cigarette)                          | Немецкий солдат курит сигарету рядом с пригвождённой ножом к двери мёртвой обнажённой женщиной, у которой отрезана одна из грудей. |
|             | Снайпер (англ. Sniped)                                  | Группа русских солдат оказывает первую помощь своему командиру, который получил несколько огнестрельных ранений. |
|             | Убийство Эдит Кэвелл (англ. The Murder of Edith Cavell) | Медсестра Эдит Кэвелл спускается по лестнице, чтобы предстать перед расстрельной командой за помощь в организации переправки пленных и раненных из оккупированной Бельгии в Нидерланды. |

## Критика
После выхода в свет «Военной серии» американское общество, неприветствовавшее войну, восприняло работы Беллоуза с энтузиазмом. Ставший в то время государственным цензором художник Чарльз Дана Гибсон при принятии решения о допуске литографий в печать высоко оценил работы Беллоуза и выразил надежду, что они будут висеть в комнате, где произойдёт подписание мирного договора. Ещё один член комиссии по цензуре Альберт Галлатин был настроен менее восторженно. Он был тронут «ужасающей откровенностью» и счёл их «одним из самых красноречивых вкладов, сделанных американским художником», но раскритиковал их, назвав «испорченными довольно слабым авторством».
Художница Мэри Фентон Робертс после того, как посетила первую выставку литографий из «Военной серии» написала о ней восторженный отзыв, в котором назвала работы Беллоуза «абсолютно бесстрашными рисунками на тему того, что сделали немцы на этой войне». Американский искусствовед Генри Сэйлз Фрэнсис в своей статье, датированной апрелем 1940 года, пришёл к выводу о том, что эта серия литографий получилась «самым злопамятным отображением зверств немцев» поскольку Беллоуз в момент её создания находился под влиянием эмоций и пропаганды.